# Grosvenor Square

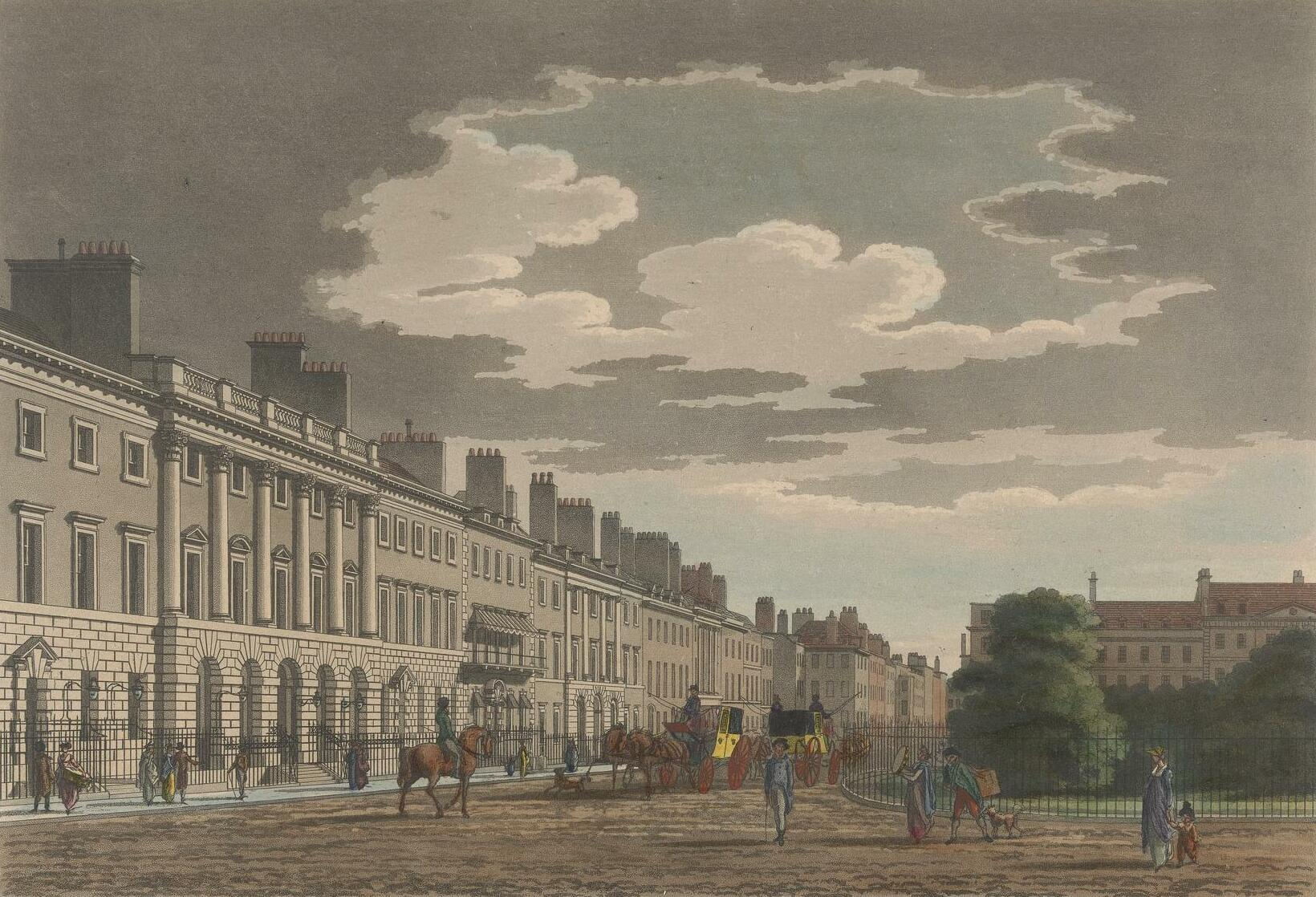
Grosvenor Square, a finales del XVIII o principios del XIX.

Grosvenor Square (Plaza Grosvenor) es una gran plaza ajardinada en el distrito exclusivo de Mayfair en Londres, Inglaterra. Era la pieza central de las propiedades de los Duques de Westminster en Mayfair, y tomó el nombre de su apellido, “Grosvenor”.
Sir Richard Grosvenor, obtuvo una licencia para el desarrollo de Grosvenor Square y de las calles adyacentes en 1710, y se cree que el desarrollo comenzó en 1721. Grosvenor Square era una de las tres o cuatro zonas residenciales que estaban más de moda desde su construcción hasta la Segunda Guerra Mundial, y en ella vivían muchos miembros de la aristocracia.
Las primeras casas tenían entre cinco y siete intercolumnios, con un sótano, tres plantas principales y un ático. Se realizó un intentó de crear un impresionante conjunto de casas agrupadas, y Colen Campbell realizó un diseño para el lado este de la plaza para que este reprodujese 30 columnas corintias, pero al final no se llevó a cabo, y cada casa al final tuvo un diseño diferente.
Muchas de las casas se reconstruyeron en el siglo XVIII o durante en XIX, y muchas de ellas ganaron una planta más. El número 26 se reconstruyó entre 1773 y 1774 para el 11.º Conde de Derby, este trabajo fue obra de Robert Adam, y es considerado como uno de los mejores trabajos del mismo. Esta casa fue demolida y reconstruida en la década de 1860.
El jardín central de la plaza estaba originalmente reservado para los ocupantes de las casas, algo que era común en los jardines de Londres, pero actualmente es un parque público administrado por Parques Reales. Casi todas las casas fueron demolidas en el siglo XX y remplazadas por bloques de pisos en estilo neo-georgiano, hoteles y embajadas. El acceso al lado occidental de la plaza está muy restringido debido a las duras medidas de seguridad que hay alrededor de la anterior Embajada de Estados Unidos.

## Presencia de Canadá y de los Estados Unidos
La antigua embajada norteamericana (1938-1960) fue comprada por el gobierno canadiense y la rebautizó con el nombre de Macdonald House, y era parte del Alto Comisionado de Canadá en Londres hasta 2014, cuando fue vendida.
El lado occidental de la plaza era ocupado por la Embajada de EE. UU., un moderno edificio diseñado por Eero Saarinen, desde su compleción en 1960 hasta 2017. En 2001se instalaron una serie de medidas antiterroristas  alrededor de la embajada, y la calle que pasa por delante de ella fue cerrada al tráfico. Las personas que vivían en las proximidades dijeron que el gobierno británico estaba haciendo que creciera la peligrosidad, que ya estaba fallando a la hora de proteger a la zona de la embajada de ataques terroristas.
En 2017 la embajada de los EE. UU. se traslada a un nuevo edificio en Battersea y el de en Grosvenor Square deja de ser una misión diplomática. Está actualmente en  proceso de transformación a un hotel.

Grosvenor Square ha sido tradicionalmente la sede de la presencia norteamericana en Londres desde que el presidente John Adams estableciera la primera misión diplomática ante la Corte de San Jacobo en 1785. Durante la Segunda Guerra Mundial, Dwight D. Eisenhower, estableció su cuartel general militar en el n.º 20 de la plaza, que durante ese tiempo se la conoció como “Eisenhower Plazt”. La Armada de Estados Unidos usó este edificio como sede para Europa y África Occidental hasta 2004, cuando fue vendido.
En la plaza hay una estatua de Franklin D. Roosevelt realizada por sir William Reid Dick, así como otra estatua de Eisenhower, realizada por Robert Lee Dean.